# 天主教聖胡安德拉馬瓜納教區
天主教聖胡安德拉馬瓜納教區（拉丁語：Dioecesis Sancti Petri de Macoris）是多明尼加共和國一個羅馬天主教教區，屬聖多明各總教區。
教區1953年9月23日成立，管轄範圍包括阿蘇阿省、艾利斯皮亞省和聖胡安省。2010年有教友488,000人，佔轄區總人口81.9%。教區下轄卅三個堂區，有卅八名司鐸。現任教區主教為若瑟·多洛雷斯·格魯隆·埃斯特雷利亞。